# Thomisus zuluanus
Thomisus zuluanus är en spindelart som beskrevs av Lawrence 1942. Thomisus zuluanus ingår i släktet Thomisus och familjen krabbspindlar. Inga underarter finns listade i Catalogue of Life.